# Rising Star (Texas)
Rising Star é uma cidade  localizada no estado norte-americano do Texas, no Condado de Eastland.

## Demografia
Segundo o censo norte-americano de 2000, a sua população era de 835 habitantes.
Em 2006, foi estimada uma população de 834, um decréscimo de 1 (-0.1%).

## Geografia
De acordo com o United States Census Bureau tem uma área de
4,3 km², dos quais 4,3 km² cobertos por terra e 0,0 km² cobertos por água. Rising Star localiza-se a aproximadamente 476 m acima do nível do mar.

## Localidades na vizinhança
O diagrama seguinte representa as localidades num raio de 36 km ao redor de Rising Star.